# Century Park Tower
La Century Park Tower (センチュリーパークタワー) est un gratte-ciel construit à Tokyo de 1995 à 1999 dans le district de Chuo-ku. Il mesure 180 mètres de hauteur et abrite des logements.
Il fait partie du complexe River City 21 qui comprend 7 autres gratte-ciel dont la Skylight Tower.
L'immeuble a été conçu par les sociétés Ando Corporation, Nihon Sekkei (ja), Sato Kogyo Corporation et Shimizu Corporation